# Овчинников, Лев Авксентьевич
Лев Авксе́нтьевич Овчи́нников (6 августа 1926, д. Пурех, Нижегородская губерния — 4 марта 2003, Санкт-Петербург) — российский советский живописец, график, скульптор и прикладник, член Санкт-Петербургского Союза художников (до 1992 года — Ленинградской организации Союза художников РСФСР)

## Биография
Овчинников Лев Авксентьевич родился 6 августа 1926 года в деревне Пурех Нижегородской области. В 1950-е учился в Ленинградском художественно-педагогическом училище. Живописью стал заниматься сравнительно поздно, имея за плечами Ростовское морское училище (окончил в 1943) и солидный трудовой и жизненный опыт. Участвовал в выставках с конца 1950-х, экспонируя свои работы вместе с произведениями ведущих мастеров изобразительного искусства Ленинграда. В 1963 был принят в члены Ленинградского Союза художников по секции живописи. Писал пейзажи, портреты, жанровые картины, работал в технике масляной живописи, офорта, ксилографии, линогравюры, монотипии, рисунка, пастели, акварели. В зрелом творчестве тяготел к символике, условности колорита и композиции, к мягкой, порой ироничной интерпретации образов русского фольклора.
Среди созданных Львом Овчинниковым живописных произведений картины «На Вайгаче» (1958), «Крыльцо» (1959), «Иней» (1960), «В порту», «На судоремонтном заводе» (обе 1961), «На реке» (1962), «Старая Ладога», «Перевоз» (обе 1968), «Пейзаж с кипарисами», «Работница», «Женский портрет», «Старик» (все 1970), «Окно» (1971), «Белая ночь» (1975), «В Старой Ладоге», «Рыбачье» (обе 1977), «Окно», «Портрет» (обе 1978), «Утро», «Кактус», «Наводнение» (все 1980), «Модель в мастерской» (1984), «У магазина» (1985) и другие.
Скончался 4 марта 2003 года в Санкт-Петербурге на 77-м году жизни. 
Произведения Л. А. Овчинникова находятся в музеях и частных собраниях в России, Эстонии, Финляндии, Германии, США и других странах.

## Выставки
- 1958 год (Ленинград): Осенняя выставка произведений ленинградских художников.
- 1960 год (Ленинград): Выставка произведений ленинградских художников.
- 1961 год (Ленинград): «Выставка произведений ленинградских художников» открылась в залах Государственного Русского музея .
- 1962 год (Ленинград): "Осенняя выставка произведений ленинградских художников".
- 1969 год (Ленинград): Весенняя выставка произведений ленинградских художников.
- 1971 год (Ленинград): Наш современник. Каталог выставки произведений ленинградских художников 1971 года.
- 1972 год (Ленинград): Наш современник. Вторая выставка произведений ленинградских художников.
- 1975 год (Ленинград): Наш современник. Зональная выставка произведений ленинградских художников.
- 1977 год (Ленинград): Выставка произведений ленинградских художников, посвящённая 60-летию Великого Октября.
- 1980 год (Ленинград): Зональная выставка произведений ленинградских художников.
- 1988 год (Ленинград): Выставка произведений живописи художников Российской Федерации "Интерьер и натюрморт".
- 1997 год (Петербург): Связь времён. 1932-1997. Художники - члены Санкт-Петербургского Союза художников России .